# Alberto Caligiani
Alberto Caligiani (Grosseto, 1894 – Firenze, 1973) è stato un pittore, incisore e scrittore italiano.

## Biografia
Trasferitosi all'età di quattro anni con la famiglia a Pistoia, in pittura è quasi un autodidatta, avendo frequentato per un solo anno, il 1910, l'Accademia di belle arti di Firenze.
A Pistoia si lega ai pittori Mario Nannini e Innocenti ed entra in contatto con Viani e Rosai. 
Tramite Viani si avvicina alla xilografia, espone nel 1913 alla Mostra del Bianco e nero a Pistoia e collabora alla nuova rivista spezzina L’Eroica.
In seguito, Caligiani avvierà all'arte dell'incisione su legno l'amico pittore e conterraneo Marino Marini.
Prende parte alla III Esposizione Internazionale della Secessione Romana nel 1915 e parte nello stesso anno per il fronte. 
Dopo la guerra, malato ai polmoni, dopo una breve esperienza negli Stati Uniti, si sposta tra Pistoia e Firenze, prendendo parte al dibattito artistico nelle due città.
Dalla metà degli anni Venti si avvicina al gruppo novecentista, ma con una interpretazione, propria della scuola pistoiese, dei temi del movimento e riferita alla semplice vita rurale della campagna toscana.
È tra gli artisti espositori alla I e alla II Mostra del Novecento Italiano (a Milano nel 1926 e 1929), alla XV Biennale veneziana del 1926, alla rassegna milanese del gruppo novecentista toscano (nel 1928) e alla prima e alla seconda Quadriennale romana (1931 e 1935), dove gli viene assegnata la medaglia d'oro.
Negli anni Trenta i suoi paesaggi, le nature morte ed i ritratti risentono l'influenza di Soffici. 
Negli stessi anni si trasferisce definitivamente a Firenze dedicandosi, oltre che alla pittura, anche all'insegnamento.
Ha dato alle stampe tre libri: I canti della Bure (poesie), Lo Zio Pietro e la vacca (racconti) e In tralice al tempo (poesie).